# Historia von D. Johann Fausten
Historia von D.[oktor] Johann Fausten est un opéra en trois actes du compositeur russe Alfred Schnittke sur un livret de Jürgen Köchel et du compositeur d'après un récit anonyme publié en 1587 par Johannes Spies. Composé entre 1983 et 1994, il est créé le 22 juin 1995 au Staatsoper de Hambourg sous la direction de Gerd Albrecht avec une mise en scène de Jonn Dew.

## Roles
- Docteur Johann Faustus, basse
- Le narrateur, ténor
- Méphistophélès (en allemand Mephistopheles), contreténor
- Mephestophila, contralto
- Hélène de Troie, contralto
- Un vieil homme, ténor
- Trois étudiants, baryton
- chœur mixte, rôles muets, ballet.

## Instrumentation
- Trois flûtes, trois hautbois, trois  clarinettes, trois bassons, quatre cors, quatre trompettes, quatre trombones, un tuba, percussions, un orgue, deux synthétiseurs, une guitare électrique, une guitare basse, un luth, un cromorne, une cithare.

## Argument

### Acte I
Le chœur et le narrateur présentent aux spectateurs le docteur Faust célèbre magicien et nécromancien. Première rencontre avec Méphistophélès où Faust consent à signer avec son sang un pacte dans lequel il gagne le savoir et le pouvoir en échange du don de son âme au diable quelques années plus tard.

## Discographie
- Le chœur et l'orchestre du Staatsoper de Hambourg dirigé par Gerd Albrecht  avec Jürgen Freier, Eberhard Lorenz, Arno Raunig, Hanna Schwarz, Eberhard Büchner, Jonathan Barreto-Ramos, Christoph Johannes Wendel, Jürgen Fersch, RCA